# Newah

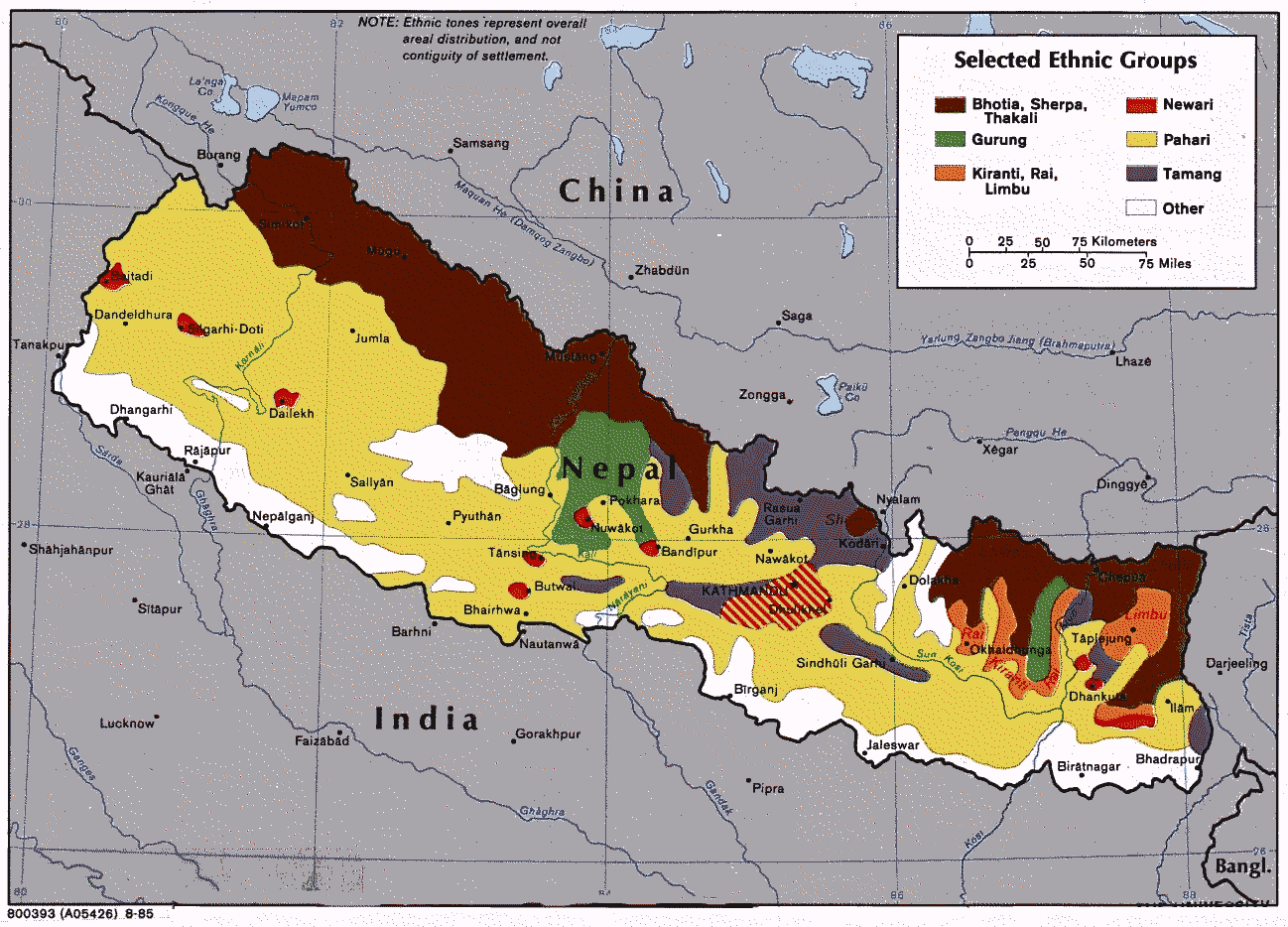
Een kaart met de verschillende etnische groepen in Nepal. De kleine rode vlekken duiden de gebieden aan waar de Newah geconcentreerd zijn

Newah of Newa (Sanskriet: नेवा) is de inheemse bevolking van de Kathmandu-vallei in Nepal. De Newah is een linguïstische gemeenschap met de Tibeto-Burmaanse etniciteit, ras en geloof, met elkaar verbonden door een gemeenschappelijke taal. De term Newah geldt als een benoeming voor de afstammelingen van de burgers van het middeleeuwse Nepal. 

## Taal
Hun gemeenschappelijke taal is het Newaars (Newari volgens de Nepalese sociologen). Volgens de volkstelling van 2011 in Nepal, vormen de 1,3 miljoen Newah in het land de op vijf na grootste etnische groep, wat neerkomt op 5% van de totale bevolking van Nepal.  
Het Newaars is van Tibeto-Burmaanse oorsprong (maar sterk beïnvloed door de Indo-Arische talen zoals het Sanskriet, Pali, Bengaals en Maithili). Nepalbhasa bevat ook Austro-Aziatische woorden en zinnen. In 2011 werd de taal door 850.000 Nepalezen als moedertaal gesproken.

## Religie
De Newah zijn zowel hindoeïstisch als boeddhistisch. Volgens de volkstelling in 2001 was 84,13% van de Newah boeddhist en 15,31% hindoe. De boeddhisten zijn vooral geconcentreerd rond de stad Patan. De Hindoes leven voornamelijk in en rond de stad Bhaktapur.

## Sociale structuur
De Newah zijn onderverdeeld in de hiërarchische clans. De naam van hun clan komt terug in de achternaam. Vroeger was het sociale systeem gebaseerd op een kastensysteem waarbij de hoogste kaste alles te zeggen had. Dit zorgde voor een sociale breuk tussen deze hoogste kaste en de lagere kasten. Tot op vandaag zijn hier sporen van te vinden.

## Nederzettingen
Van oudsher zijn de Newah mensen die wonen in boerderijen gelegen aan de rand van de steden en gemeenten. Sinds 2002 is daar een groot project bezig om de watervoorziening te verbeteren.

## Gastronomie

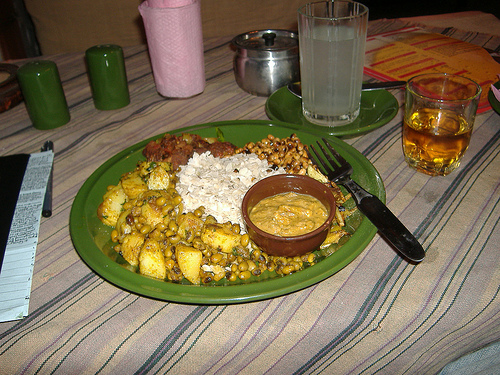
Een typische maaltijd

De gastronomie van de Newah is een uniek type keuken. Mosterd, olie, azijn en een gamma aan kruiden (komijn, sesamzaad, kurkuma, knoflook, gember, fenegriek, kruidnagel, kaneel, peper en mosterdzaad) worden gebruikt bij het koken.

## Muziek
De muziek van de Newah bestaat hoofdzakelijk uit slaginstrumenten en blaasinstrumenten, zoals fluiten en dergelijk. Snaarinstrumenten zijn eerder zeldzaam. De Newah zingen ook veel liederen met betrekking tot bepaalde perioden van het jaar en festivals. De term Paahan Chare wijst op zeer snelle muziek, terwijl Dapa op vrij langzame muziek duidt.